# 자동차 클럽

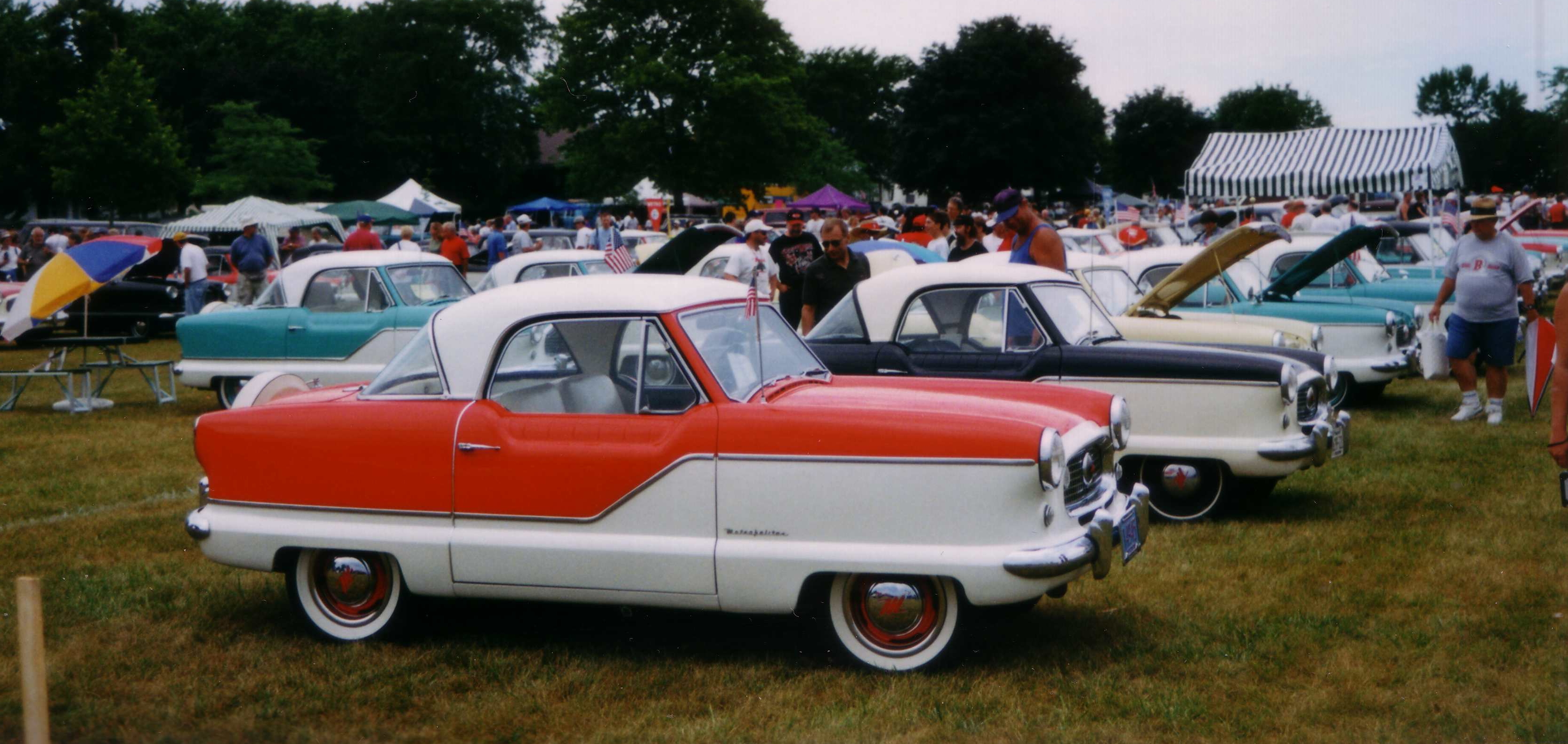
위스콘신주 커노샤에서 메트로폴리탄 자동차 클럽 대회가 개최됐다.

자동차 클럽, 카 클럽(car club) 또는 자동차 매니아 커뮤니티는 자동차에 대한 공통 관심을 공유하는 사람들의 그룹이다. 자동차 클럽은 일반적으로 차량 유형(예: 쉐보레 콜벳, 포드 머스탱), 브랜드(예: 지프) 또는 유사한 관심사(예: 험지주파)를 중심으로 열성팬으로 구성된다. 기존의 자동차 동호회는 오프라인 조직이었지만, 자동차 온라인 커뮤니티는 인터넷을 통해 번성했다.

## 같이 보기
- 튜닝카